# Innerteuchen

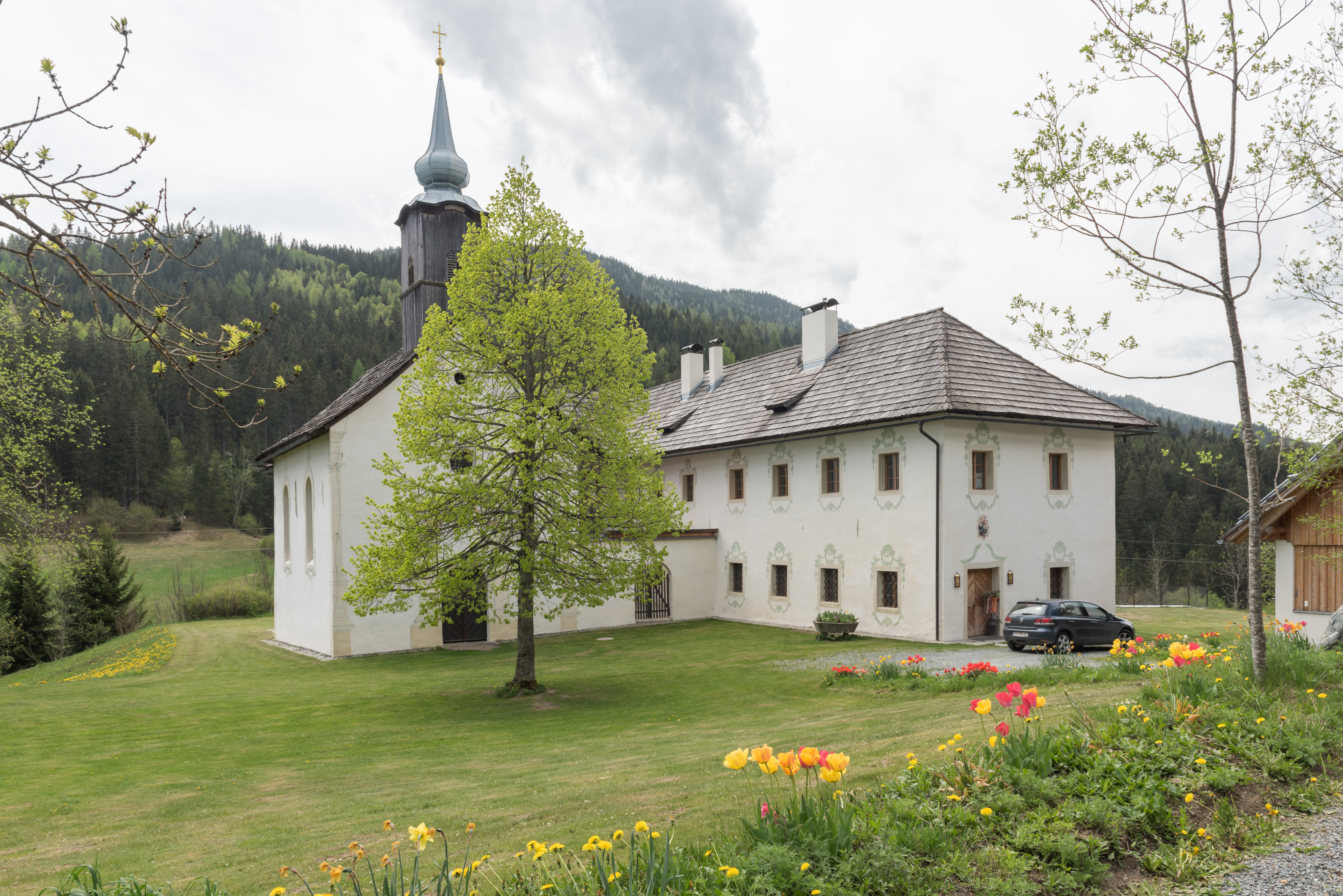
Pfarrkirche hl. Kreuz und das ehemalige Hospiz (Klösterle)

Innerteuchen ist ein Dorf, eine Ortschaft und die Katastralgemeinde Innere Teuchen in der Gemeinde Arriach mit 92 Einwohnern (Stand 1. Jänner 2024) im Bezirk Villach-Land in Kärnten, Österreich.

## Geographische Lage
Innerteuchen liegt östlich vom Gemeindehauptort Arriach.

## Verkehr
Durch das Dorf führt die Teuchen Landesstraße. Die Haltestellen Innerteuchen Stadtkramer, ~Klösterle und ~Neuwirth werden von der Linie 5152 angefahren.

## Freizeit
Im Ortsgebiet liegt der nördliche Teil des Skigebiets Gerlitzen.